# Guido Crosetto
Guido Crosetto, född 19 september 1963 i Cuneo, är en italiensk högerpolitiker tillhörande partiet Italiens bröder (Fratelli d'Italia).
Som ung studerade Crosetto vid Turins universitet och kom där att engagera sig i det kristdemokratiska ungdomsförbundet. År 1988 blev Crosetto ekonomisk rådgivare åt premiärminister Giovanni Goria och 1990–2004 var han borgmästare i sin hemby Marene, utanför Cuneo. Han var aktiv inom provinspolitiken i Cuneo 1999–2009, och var Forza Italias regionkoordinator för Piemonte 2003–2009.
I parlamentsvalen 2001 och 2006 kandiderade han för valalliansen Frihetens hus och invaldes i deputeradekammaren. I valet 2008 återvaldes han, nu som aktiv i Silvio Berlusconis nya allians Frihetens folk. Från 12 maj 2007 till 16 november 2011 hade han en befattning som undersekreterare vid försvarsdepartmentet.
I december 2012 lämnade Crosetto Frihetens folk och bildade det nya partiet Italiens bröder tillsammans med Giorgia Meloni och Ignazio La Russa.